# Puchar PZM na Żużlu 1972
Puchar Polskiego Związku Motorowego 1972 – 11. edycja zawodów żużlowych o przechodni Puchar Zarządu Głównego Polskiego Związku Motorowego w sezonie 1972. W tej edycji o puchar rywalizowały drużyny z I i II ligi. Rozegrano po 4 rundy dla każdej z 4 grup. Podział grup był następujący: 
- w grupie I drużyny z miejsc 1–4 I ligi z sezonu 1971
- w grupie II drużyny z miejsc 5–6 I ligi + beniaminkowie II ligi z sezonu 1971
- w grupie III drużyny spadkowiczów I ligi + 3–4 II ligi z sezonu 1971
- w grupie IV drużyny z miejsc 5–8 II ligi z sezonu 1971

W klasyfikacji generalnej zwyciężyli żużlowcy ROW Rybnik.

## Drużyny
W nawiasie miejsca drużyn w rozgrywkach ligowych w sezonie 1971.
| Grupa I - I liga                                                                    | Grupa II - I liga                                                                            | Grupa III - II liga                                                | Grupa IV - II liga                                                   |
| ----------------------------------------------------------------------------------- | -------------------------------------------------------------------------------------------- | ------------------------------------------------------------------ | -------------------------------------------------------------------- |
| Polonia Bydgoszcz (1) Stal Gorzów Wlkp. (2) ROW Rybnik (3) Śląsk Świętochłowice (4) | Kolejarz Opole (5) Sparta Wrocław (6) Zgrzeblarki Zielona Góra (B) Włókniarz Częstochowa (B) | Wybrzeże Gdańsk (S) Unia Tarnów (S) Unia Leszno (3) Stal Toruń (4) | Gwardia Łódź (5) Motor Lublin (6) Stal Rzeszów (7) Start Gniezno (8) |

## Rundy

### Grupa I
| Poz. | Klub                 | Punkty |
| ---- | -------------------- | ------ |
| 1    | Polonia Bydgoszcz    | 35     |
| 2    | ROW Rybnik           | 30     |
| 3    | Stal Gorzów Wlkp.    | 20     |
| 4    | Śląsk Świętochłowice | 10     |

| Poz. | Klub                 | Punkty |
| ---- | -------------------- | ------ |
| 1    | Stal Gorzów Wlkp.    | 38     |
| 2    | RKM Rybnik           | 30     |
| 3    | Polonia Bydgoszcz    | 19     |
| 4    | Śląsk Świętochłowice | 9      |

| Poz. | Klub                 | Punkty |
| ---- | -------------------- | ------ |
| 1    | RKM Rybnik           | 35     |
| 2    | Stal Gorzów Wlkp.    | 34     |
| 3    | Polonia Bydgoszcz    | 20     |
| 4    | Śląsk Świętochłowice | 4      |

| Poz. | Klub                 | Punkty |
| ---- | -------------------- | ------ |
| 1    | Śląsk Świętochłowice | 29     |
| 2    | Polonia Bydgoszcz    | 23     |
| 3    | Stal Gorzów Wlkp.    | 21     |
| 4    | ROW Rybnik           | 20     |

| Tabela Grupy I \| Poz. \| Klub \| Punkty \| Małe punkty \| \| ---- \| -------------------- \| ------ \| ----------- \| \| 1 \| ROW Rybnik \| 11 \| 115 \| \| 2 \| Stal Gorzów Wlkp. \| 11 \| 113 \| \| 3 \| Polonia Bydgoszcz \| 11 \| 97 \| \| 4 \| Śląsk Świętochłowice \| 7 \| 52 \| |                      |        |             |
| Poz. | Klub                 | Punkty | Małe punkty |
| 1 | ROW Rybnik           | 11     | 115         |
| 2 | Stal Gorzów Wlkp.    | 11     | 113         |
| 3 | Polonia Bydgoszcz    | 11     | 97          |
| 4 | Śląsk Świętochłowice | 7      | 52          |

### Grupa II
| Poz. | Klub                     | Punkty |
| ---- | ------------------------ | ------ |
| 1    | Zgrzeblarki Zielona Góra | 39     |
| 2    | Kolejarz Opole           | 24     |
| 3    | Włókniarz Częstochowa    | 20     |
| 4    | Sparta Wrocław           | 12     |

| Poz. | Klub                     | Punkty |
| ---- | ------------------------ | ------ |
| 1    | Kolejarz Opole           | 32     |
| 2    | Zgrzeblarki Zielona Góra | 29     |
| 3    | Włókniarz Częstochowa    | 18     |
| 4    | Sparta Wrocław           | 16     |

| Poz. | Klub                     | Punkty |
| ---- | ------------------------ | ------ |
| 1    | Zgrzeblarki Zielona Góra | 41     |
| 2    | Włókniarz Częstochowa    | 33     |
| 3    | Sparta Wrocław           | 14     |
| 4    | Kolejarz Opole           | 7      |

| Poz. | Klub                     | Punkty |
| ---- | ------------------------ | ------ |
| 1    | Sparta Wrocław           | 35     |
| 2    | Włókniarz Częstochowa    | 27     |
| 3    | Zgrzeblarki Zielona Góra | 19     |
| 4    | Kolejarz Opole           | 15     |

| Tabela Grupy II \| Poz. \| Klub \| Punkty \| Małe punkty \| \| ---- \| ------------------------ \| ------ \| ----------- \| \| 1 \| Zgrzeblarki Zielona Góra \| 13 \| 128 \| \| 2 \| Włókniarz Częstochowa \| 10 \| 98 \| \| 3 \| Kolejarz Opole \| 9 \| 78 \| \| 4 \| Sparta Wrocław \| 8 \| 77 \| |                          |        |             |
| Poz. | Klub                     | Punkty | Małe punkty |
| 1 | Zgrzeblarki Zielona Góra | 13     | 128         |
| 2 | Włókniarz Częstochowa    | 10     | 98          |
| 3 | Kolejarz Opole           | 9      | 78          |
| 4 | Sparta Wrocław           | 8      | 77          |

### Grupa III
| Tabela Grupy III \| Poz. \| Klub \| Punkty \| Małe punkty \| \| ---- \| --------------- \| ------ \| ----------- \| \| 1 \| Unia Leszno \| 13 \| 116 \| \| 2 \| Stal Toruń \| 13 \| 111 \| \| 3 \| Wybrzeże Gdańsk \| 9 \| 85 \| \| 4 \| Unia Tarnów \| 5 \| 67 \| |                 |        |             |
| Poz. | Klub            | Punkty | Małe punkty |
| 1 | Unia Leszno     | 13     | 116         |
| 2 | Stal Toruń      | 13     | 111         |
| 3 | Wybrzeże Gdańsk | 9      | 85          |
| 4 | Unia Tarnów     | 5      | 67          |

### Grupa IV
| Tabela Grupy IV \| Poz. \| Klub \| Punkty \| Małe punkty \| \| ---- \| ------------- \| ------ \| ----------- \| \| 1 \| Motor Lublin \| 12 \| 120 \| \| 2 \| Start Gniezno \| 12 \| 97 \| \| 3 \| Gwardia Łódź \| 8 \| 90 \| \| 4 \| Stal Rzeszów \| 8 \| 73 \| |               |        |             |
| Poz. | Klub          | Punkty | Małe punkty |
| 1 | Motor Lublin  | 12     | 120         |
| 2 | Start Gniezno | 12     | 97          |
| 3 | Gwardia Łódź  | 8      | 90          |
| 4 | Stal Rzeszów  | 8      | 73          |

## Tabela końcowa
| Poz. | Klub                     |
| ---- | ------------------------ |
| 1    | ROW Rybnik               |
| 2    | Stal Gorzów Wlkp.        |
| 3    | Polonia Bydgoszcz        |
| 4    | Śląsk Świętochłowice     |
| 5    | Zgrzeblarki Zielona Góra |
| 6    | Włókniarz Częstochowa    |
| 7    | Kolejarz Opole           |
| 8    | Sparta Wrocław           |
| 9    | Unia Leszno              |
| 10   | Stal Toruń               |
| 11   | Wybrzeże Gdańsk          |
| 12   | Unia Tarnów              |
| 13   | Motor Lublin             |
| 14   | Start Gniezno            |
| 15   | Gwardia Łódź             |
| 16   | Stal Rzeszów             |